# Facelift (album)
Facelift är det amerikanska grungebandet Alice in Chains första studioalbum, utgivet den 21 augusti 1990. Det var det första albumet inom grunge-genren att hamna på Billboard 200-listan i USA. Det var mycket tack vare hitsinglarna We Die Young och Man in the Box.

## Låtlista
1. We Die Young (Cantrell) – 2:32
2. Man in the Box (Staley/Cantrell) – 4:46
3. Sea of Sorrow (Cantrell) – 5:49
4. Bleed the Freak (Cantrell) – 4:01
5. I Can't Remember (Cantrell/Staley) – 3:42
6. Love, Hate, Love (Cantrell/Staley) – 6:26
7. It Ain't Like That (Cantrell/Starr/Kinney) – 4:37
8. Sunshine (Cantrell) – 4:44
9. Put You Down (Cantrell) – 3:16
10. Confusion (Staley/Cantrell/Starr) – 5:44
11. I Know Somethin' ('Bout You) (Cantrell) – 4:21
12. Real Thing (Cantrell/Staley) – 4:03

## Singlar
- 1990 – We Die Young
- 1991 – Man in the Box
- 1991 – Bleed the Freak
- 1992 – Sea of Sorrow

## Banduppsättning
- Layne Staley – sång
- Jerry Cantrell – gitarr, bakgrundssång
- Mike Starr – bas, bakgrundssång
- Sean Kinney – trummor